# Seznam estonskih arhitektov
Seznam estonskih arhitektov.

## A
- Martin Aunin

## K
- Alar Kotli
- Ernst Gustav Kühnert
- Edgar Johan Kuusik

## L
- Elmar Lohk

## M
- Ülar Mark

## O
- Johann Ostrat

## V
- Siiri Vallner